# Jamal Jack
Pour les articles homonymes, voir Jack.
Jamal Jack, né le 17 décembre 1987 à Charlotteville (Trinité-et-Tobago), est un footballeur international trinidadien, qui évolue au poste de défenseur au sein du club islandais du KFK Kópavogur.

## Biographie

### Parcours en club
Il participe à la Ligue des champions de la CONCACAF et au Championnat des clubs caribéens de la CONCACAF.

### Parcours en sélection
Il reçoit sa première en sélection avec l'équipe de Trinité-et-Tobago le 29 février 2012, contre l'équipe d'Antigua-et-Barbuda, en remplaçant Seon Power à la 30e minute de jeu (victoire 4-0 au Sir Vivian Richards Stadium).
Il joue son second match 27 mars 2015, contre le Panama, en remplaçant Tyrone Charles (en) à la 54e minute de jeu (défaite 0-1 au Stade Hasely-Crawford).